# Eurycyde muricata
Eurycyde muricata là một loài nhện biển trong họ Ascorhynchidae. Loài này thuộc chi Eurycyde. Eurycyde muricata được miêu tả khoa học lần đầu tiên năm 1995 bởi Child.